# Sanuki (miasto)
Sanuki (jap. さぬき市 Sanuki-shi) – miasto w Japonii, w prefekturze Kagawa, na wyspie Sikoku.
Miasto zostało założone 1 kwietnia 2002 roku przez połączenie pięciu miasteczek z zachodniej części dawnego powiatu Ōkawa: Shido, Tsuda, Nagao, Sangawa i Ōkawa.
Ōkubo-ji jest 88 i ostatnią świątynią pielgrzymki szlakiem 88 świątyń Sikoku. W mieście znajdują się również świątynie Shido-ji oraz Nagao-ji.

## Populacja
Zmiany w populacji Saknuki w latach 1970–2015:
| Rok  | Populacja |
| ---- | --------- |
| 1970 | 53 532    |
| 1975 | 54 548    |
| 1980 | 55 576    |
| 1985 | 57 152    |
| 1990 | 57 604    |
| 1995 | 58 390    |
| 2000 | 57 772    |
| 2005 | 55 754    |
| 2010 | 53 000    |
| 2015 | 50 300    |

## Galeria

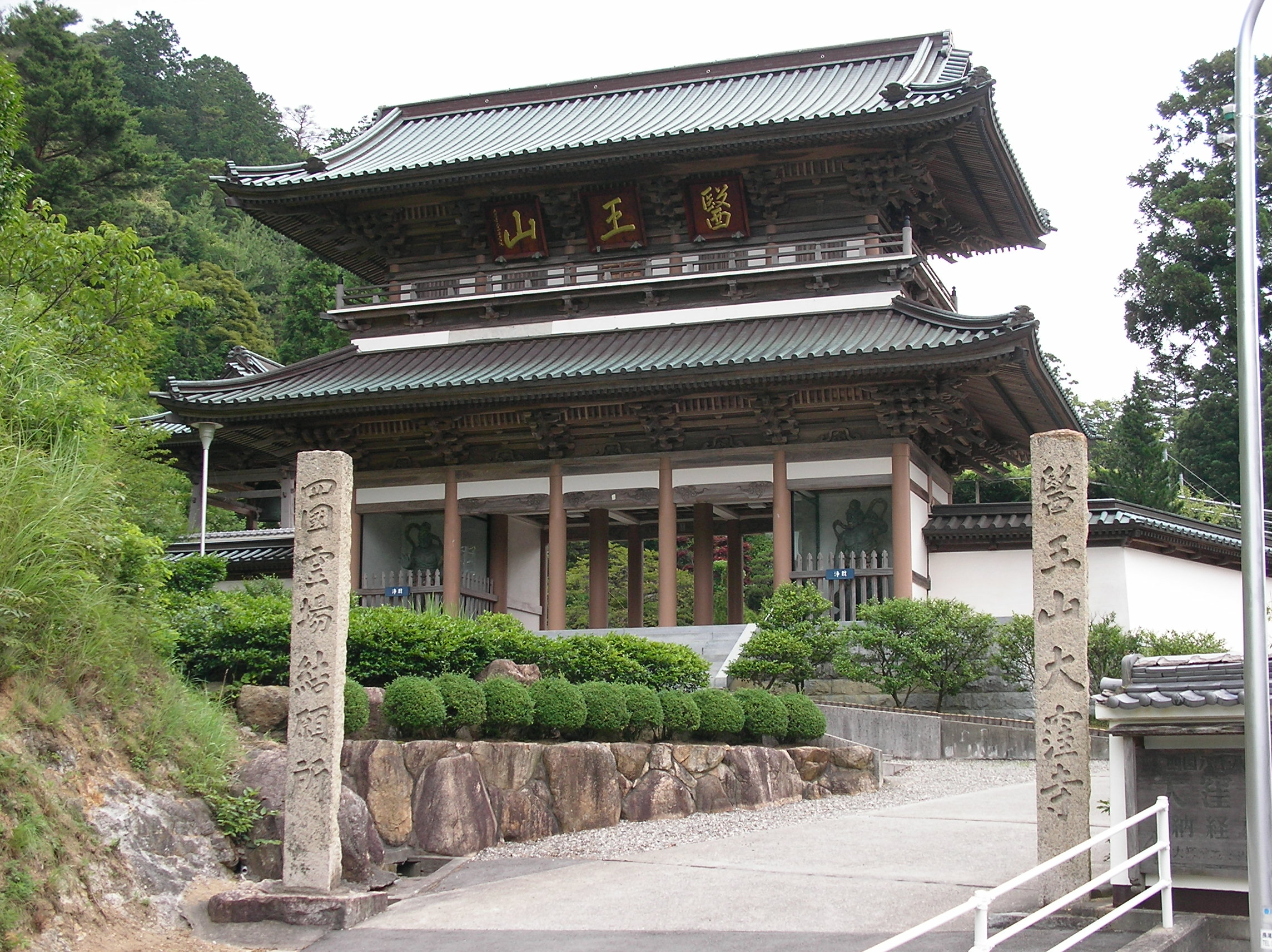
Główna brama Ōkubo-ji
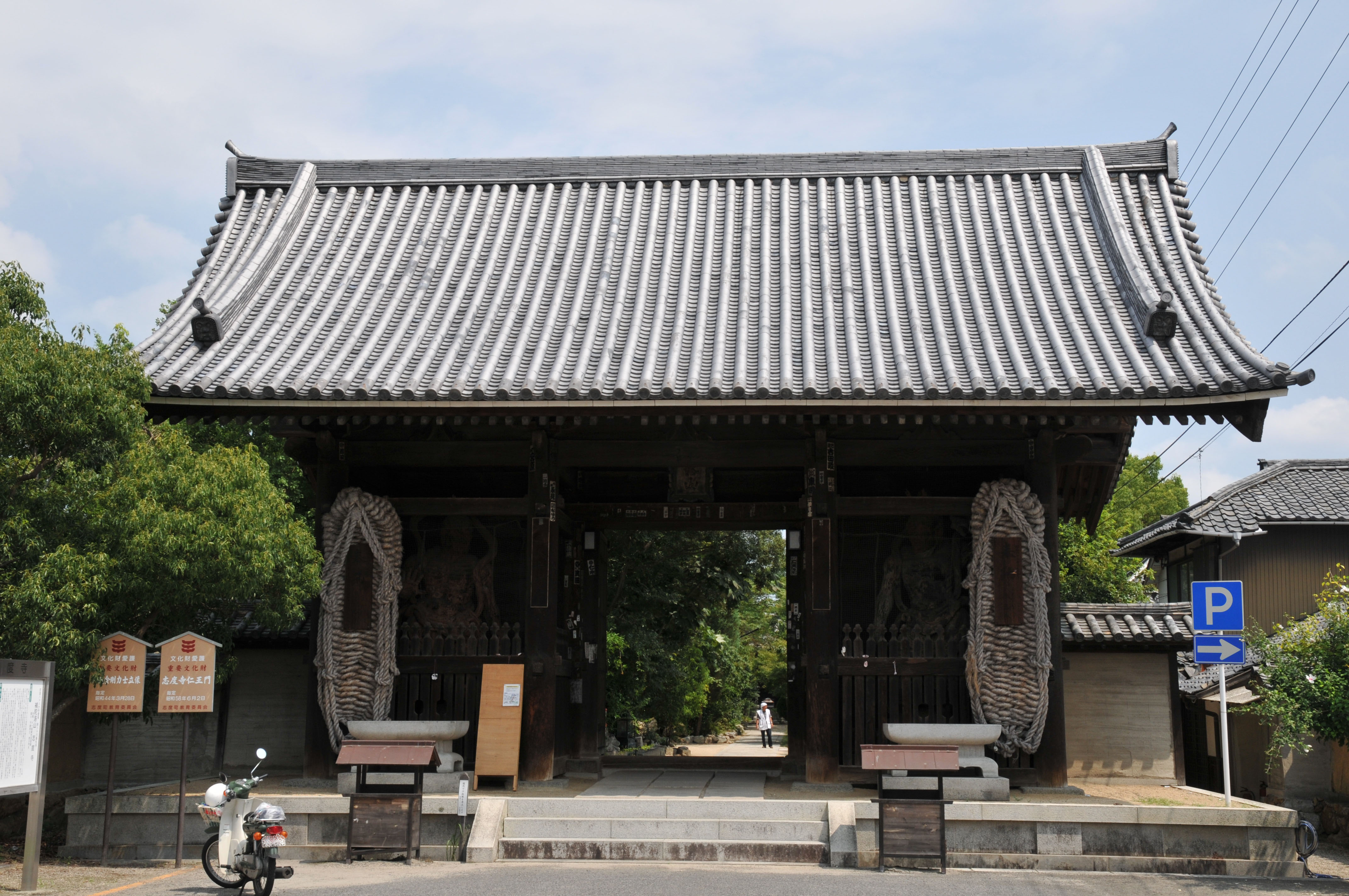
Główna brama Shido-ji
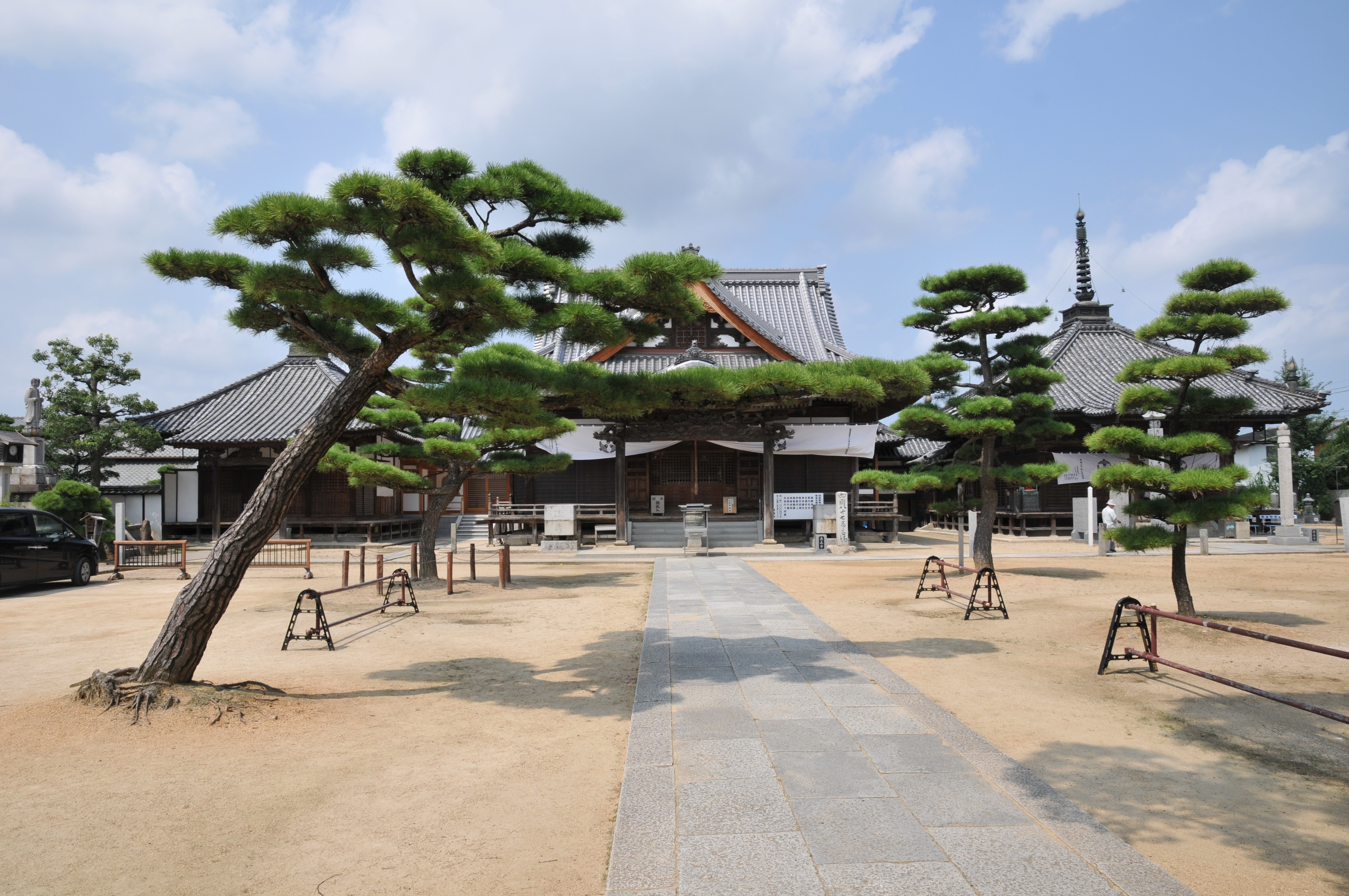
Nagao-ji

## Miasta partnerskie
- Sausalito